# 러시아의 자살
러시아의 자살(영어: Suicide in Russia)는 러시아의 자살을 서술한다.

## 설명
2010년에 6위 정도를 차지하였으며, 2012년에 13위로 하락하기도 하였다.
보통은 자살 테러로 죽는 경우가 많지만,. 생활고에 시달려서 자살하는 경우도 있다. 대통령이였던 보리스 옐친이 권총으로 목숨을 끊으려고 하던 사실이 뒤늦게 밝혀졌다. 독립 국가 연합의 사무총장이였던 보리스 베레좁스키도 자살로 생을 마감하였다.

### 청소년의 자살
러시아에서는 간혹 청소년이 학교 폭력, 사회에 대한 압박감으로 인해서 자살을 선택하는 경우가 적지 않은데, 이를 견디지 못해서 자살을 선택하는 경우가 급증하고 있다.

또한, 자살사이트가 유행하기도 하였으며, 이를 비밀리에 만들어서 자살을 실행을 하기도 한다.

### 사업가의 자살
2014년 12월에 한 러시아 남성이 주가 폭락으로 자살하였다.

## 같이 보기
- 자살률에 따른 나라 목록
- 자살